# Различие (бизнес)
В случая на бизнеса, разбирането за различието, разнообразието теоретизира, че в глобалния пазар, една компания, която наема на работа различни служители, и с разнообразени умения (както мъже, така и жени, хора от различни генерации и възрасти, хора с различна етническа и расова принадлежност, и т.н.). Това спомага за по-доброто разбиране на демографията на пазара, който обслужва. За това тези компании са по-добре подготвени и разполагат с по-добър екип в сравнение с такива, които имат по-ограничен обсег на демографска принадлежност на служителите си.